# Libunecké rašeliniště
Libunecké rašeliniště je přírodní památka východně od vesnice Libunec, místní části obce Libuň v okrese Jičín. Oblast spravuje Agentura ochrany přírody a krajiny ČR – Regionální pracoviště Liberecko.

## Předmět ochrany
Důvodem ochrany jsou slatinné louky u přirozeného toku Javornice s výskytem chráněných druhů rostlin a živočichů.